# Бойко Юліан Сергійович
Юліан Сергійович Бойко (нар. 22 вересня 2005 року, Київ) — український професіональний гравець у снукер.

## Кар'єра
Юліан зацікавився снукером у віці 5 років, переглядаючи трансляції на каналі «Eurosport». Займатися снукером розпочав під керівництвом батька.
1 вересня 2011 року відбулося перше тренування в БК «ШАРПЕЙ».
На першому дорослому Чемпіонаті Європи зі снукеру виступив у віці 7 років.
Перший сенчурі-брейк зробив у віці 12 років.
Чотири рази ставав чемпіоном України у віці до 17 та 21 року.
2013 року вперше взяв участь у чемпіонаті Європи до 21 року (EBSA), який відбувся у місті Бор (Сербія).
В грудні 2017 року виконав норматив кандидата у майстри спорту, посівши друге місце у фіналі Кубку України.
В квітні 2018 року виконав норматив майстра спорту, посівши перше місце в командному чемпіонаті України.
В липні 2018 року встановив рекорд України, зробивши брейк 123 очки в фіналі чемпіонату України серед гравців до 21 року
В 2019 році в турнірі Q School 2019 — Event 2 (24-29 may, Wigan, England) зробив брейк 100 очок(в матчі проти англійця Біллі-Джо Касла), поставивши світовий рекорд як наймолодший гравець, що зробив сенчурі-брейк.
В серпні 2019 року здобув перемогу на турнірі Paul Hunter Classic 2019 Qualifying (22-23 august, Furth, Germany).
У січні 2020 року Юліан Бойко вийшов у фінал на WSF Open, в результаті чого отримав допуск до професіонального туру World Snooker Tour на 2020–21 та 2021–22 роки.
В березні 2020 року здобув звання чемпіон Європи (Португалія, Албуфейра 13-16.03.2020) в дисципліні «6 червоних» та виконав норматив майстра спорту міжнародного класу.
В червні 2020 року встановив новий рекорд — брейк 137 в турнірі Ліги НФСУ
22 липня 2020 року дебютував у кваліфікації на «World Snooker Tour» проти Тор Чуан Леонга, де програв з рахунком 3:6.

## Участь у фіналах

### Аматорські турніри
| Результат  | №  | Рік  | Турнір                       | Суперник      | Рахунок |
| ---------- | -- | ---- | ---------------------------- | ------------- | ------- |
| Фіналіст   | 1. | 2020 | WSF Open                     | Ashley Hugill | 3–5     |
| Переможець | 1. | 2020 | European 6-Reds Championship | Darren Morgan | 5–3     |

### Національні турніри
| Турнір                                     | Рік  | Результат                 |
| ------------------------------------------ | ---- | ------------------------- |
| Чемпіонат України серед юнаків до 21 року  | 2015 | Переможець                |
| Чемпіонат України серед юнаків до 21 року  | 2016 | Переможець                |
| Чемпіонат України серед команд             | 2018 | Переможець                |
| Чемпіонат України серед юнаків до 21 року  | 2018 | Переможець                |
| Чемпіонат України серед юнаків до 16 років | 2018 | Переможець                |
| Чемпіонат Києва серед чоловіків            | 2019 | Переможець                |
| Кубок України                              | 2019 | Переможець                |
| Чемпіонат України 6-red                    | 2020 | Переможець                |
| Кубок України 2016 — I етап                | 2016 | Друге місце (фіналіст)    |
| Фінал Кубка України                        | 2017 | Друге місце (фіналіст)    |
| Чемпіонат України 6-red                    | 2018 | Друге місце (фіналіст)    |
| Чемпіонат України                          | 2019 | Третє місце (півфіналіст) |
| Кубок України — ІІІ етап                   | 2019 | Третє місце (півфіналіст) |
| Кубок України 2016 — ІІІ етап              | 2016 | Третє місце (півфіналіст) |
| Кубок України 2016 — ІІ етап               | 2016 | Третє місце (півфіналіст) |
| Чемпіонат України                          | 2015 | Третє місце (півфіналіст) |

### Міжнародні, аматорські, клубні турніри
| Турнір                                          | Рік  | Результат                 |
| ----------------------------------------------- | ---- | ------------------------- |
| European 6 Reds Snooker Championship, Albufeira | 2020 | Перше місце               |
| BALTIC SNOOKER LEAGUE — STAGE 2 LVIV            | 2019 | Перше місце               |
| Відкритий турнір НФСУ                           | 2016 | Перше місце               |
| Moldova Open                                    | 2016 | Друге місце               |
| НФСУ. Кубок до Дня Незалежності                 | 2017 | Друге місце               |
| Відкритий турнір НФСУ «До свята Покрови»        | 2016 | Друге місце               |
| Відкритий Кубок Мінська                         | 2016 | Третє місце (півфіналіст) |
| НФСУ. «Перший сніг»                             | 2017 | Третє місце (півфіналіст) |
| НФСУ. Чемпіонат України серед пар               | 2017 | Третє місце (півфіналіст) |
| НФСУ. Кубок до Дня Незалежності                 | 2019 | П'яте місце               |
| НФСУ. Кубок до Дня Незалежності                 | 2018 | П'яте місце               |
| KN taurė, Vilnius, Lithuania                    | 2017 | П'яте місце               |